# Arcadius
Flavius Arcadius (Oudgrieks: Ἀρκάδιος, Arkádios) (377 - mei 408) was de Oost-Romeinse keizer van 383 tot mei 408. Hij was de oudste zoon van Theodosius I.
Arcadius was achttien jaar toen zijn vader stierf; zijn broer Honorius, die keizer van het Westen werd, was nog maar twaalf. Beiden werden zwaar beïnvloed door hun regenten, Rufinus en Stilicho.

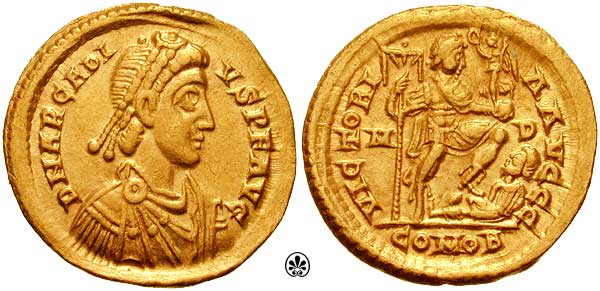
Arcadius op een door Honorius geslagen solidus. Op de achterzijde verslaat Arcadius, met een labarum in de hand, een vijand.

Ook Eutropius en Gainas trachtten van Arcadius hun werktuig te maken.
Rond 399 liet Eudoxia, de dochter van voormalig magister militum Bauto en echtgenote van Arcadius, de persoon achter de troon, op dat moment Eutropius, van het toneel verdwijnen. Deze eunuch was tot dan toe de kamerheer geweest. Eudoxia, door haar huwelijk met Arcadius in 395 keizerin geworden, heerste over echtgenoot en rijk met ijzeren hand. Zij stierf in 404.
Arcadius droeg daarna de regeringszaken over aan zijn prefect Anthemius. Dit was een bijzonder goede keuze. Anthemius diende zowel hem als zijn zoon Theodosius II trouw en was een goed bestuurder. Arcadius stierf jong in 408 maar liet het rijk met gerust hart over aan zijn 7-jarige zoon Theodosius, die Arcadius al 8 maanden na diens geboorte tot Augustus had benoemd, omdat Anthemius regent bleef.